# Yvelines
Yvelines (wymowaⓘ [iˈvlin]) – departament we Francji, położony w zachodniej części regionu Île-de-France. Departament został utworzony 1 stycznia 1968 r. Wcześniej był częścią nieistniejącego już departamentu Seine-et-Oise, od którego przejął nr 78. 
Według danych na rok 2018 liczba zamieszkującej departament ludności wynosi 1 454 532 os. (636 os./km²); powierzchnia departamentu to 2284 km². Ośrodkiem administracyjnym (prefekturą) i największym miastem departamentu jest Wersal. 
W 2023 roku w skład departamentu wchodziło 259 gmin (lista).

## Miejscowości
Największe miejscowości departamentu (w nawiasach liczba ludności w 2021 roku):

- Wersal (Versailles, 83 587)
- Sartrouville (51 220)
- Mantes-la-Jolie (44 539)
- Saint-Germain-en-Laye (44 380)
- Poissy (40 016)
- Conflans-Sainte-Honorine (35 926)
- Les Mureaux (33 977)
- Trappes (33 717)
- Houilles (33 449)
- Montigny-le-Bretonneux (31 777)
- Plaisir (31 375)
- Le Chesnay-Rocquencourt (30 924)
- Chatou (29 649)
- Guyancourt (29 406)
- Rambouillet (26 816)
- Élancourt (26 082)
- Maisons-Laffitte (23 080)
- Vélizy-Villacoublay (22 713)
- Mantes-la-Ville (21 376)
- Achères (21 368)
- Saint-Cyr-l’École (20 971)
- La Celle-Saint-Cloud (20 476)
- Maurepas (18 611)
- Carrières-sous-Poissy (18 316)
- Limay (17 626)
- Les Clayes-sous-Bois (17 237)
- Viroflay (16 960)
- Marly-le-Roi (16 531)
- Verneuil-sur-Seine (15 914)
- Le Pecq (15 832)
- Le Vésinet (15 646)
- Bois-d’Arcy (15 435)
- Carrières-sur-Seine (15 038)
- Montesson (14 511)
- Fontenay-le-Fleury (13 455)
- Andrésy (13 230)
- Triel-sur-Seine (12 388)
- Aubergenville (12 317)
- Villepreux (11 150)
- Chanteloup-les-Vignes (10 735)
- Voisins-le-Bretonneux (10 721)
- Croissy-sur-Seine (10 399)
- Vernouillet (10 025)

## Gospodarka
Departament Yvelines wraz z departamentem Dolina Oise stanowi skupisko francuskiego przemysłu motoryzacyjnego. W ramach tych dwóch departamentów firmy motoryzacyjne (PSA Peugeot Citroën, Renault oraz ich podwykonawcy) zatrudniają około 75 tys. pracowników w 400 zakładach. Skupia się tam 20% produkcji motoryzacyjnej Francji, z czego 60% kierowane jest na eksport.